# Ida Iwanowna Eichenwald
Ida Iwanowna Eichenwald, geborene Papendick, (russisch Ида Ивановна Эйхенвальд урожд. Папендик; * 1842 bei Tilsit; † 1917 in Odinzowo) war eine preußisch-russische Harfenistin und Hochschullehrerin.

## Leben
Ida Papendick, jüngere Schwester des Pianisten Gustav Adolf Papendick, begann im Alter von 6 Jahren in Berlin bei Ludwig Konstantin Grimm (1821–1882) Harfe zu lernen. Bereits als Achtjährige trat sie in Konzerten auf. Mit 11 Jahren gab sie ihr erstes Konzert in Berlin. Mit ihrem Bruder ging sie auf Tournee. 1856 trat sie in Weimar auf, wo ihr Franz Liszt eine Empfehlung nach St. Petersburg ausstellte. Im weiteren Verlauf der Tournee mit ihrem Bruder trat sie 1856 in Danzig und 1857 in Riga auf.
1860 kam Ida Papendick nach St. Petersburg. Sie trat in Konzerten auf, heiratete den Fotografen Alexander Fjodorowitsch Eichenwald und wurde mit ihrem neuen Namen Eichenwald sehr bekannt. Bereits 1860 war sie Solistin im Mariinski-Theater geworden. 1864 wurde sie in Moskau Solistin im Bolschoi-Theater (bis 1901). Sie wirkte in Moskau und in St. Petersburg in Sinfoniekonzerten der Russischen Musikgesellschaft mit und gab jährliche Solokonzerte. Zu ihren virtuosen Stücken gehörten insbesondere Fantasien von Elias Parish Alvars.
Von 1875 bis 1906 war Eichenwald Professorin am Moskauer Konservatorium. Zu ihren Schülerinnen gehörten Natalja A. Sokolowskaja, Klementina K. Baklanowa, M. I. Tarassowa, N. D. Anissimowa und W. A. Lukin.
Eichenwald hatte vier Kinder. Ihr ältester Sohn Alexander war Physiker, während Margarita, Nadeschda und Anton sich der Musik widmeten.